# اینگوروواتا
اینگوروواتا (به لاتین: Inguruwatta) یک منطقهٔ مسکونی در سری‌لانکا است که در استان مرکزی (سری‌لانکا) واقع شده‌است.